# Lejos de ti (película)
Lejos de ti (君と別れて Kimi to wakarete?) es una película muda dramática japonesa de 1933 escrita y dirigida por Mikio Naruse. La película sigue a una geisha envejecida cuyo hijo adolescente se avergüenza de su profesión y de su relación con un joven colega suyo.

## Sinopsis
Kikue es una geisha envejecida. Su hijo adolescente, Yoshio, se avergüenza de su profesión, se salta clases y sale con una pandilla de matones. Una joven colega de Kikue, Terugiku, a quien Yoshio siente como una hermana, lo invita a la casa de sus padres en un pueblo de pescadores. Yoshio es testigo de una pelea entre Terugiku y su padre, porque ella se opone al plan de su familia de vender a su hermana menor, Misako, a una casa de geishas como ella, y culpa a su padre por su forma de beber y su comportamiento irresponsable. Más tarde, Terugiku le confiesa a Yoshio sus sentimientos más que platónicos por él y trata de que sea más comprensivo con su madre. Después de un intento de suicidio sugerido por Kikue, Yoshio decide volver a sus estudios. Cuando les dice a los miembros de su pandilla que quiere renunciar, lo golpean y hieren con un cuchillo a Terugiku. Después de su recuperación, Terugiku abandona la ciudad, insinuando haber asumido una ocupación lucrativa que detesta, solo para salvar a su hermana Misako del mismo destino.

## Reparto
- Mitsuko Yoshikawa como Kikue;
- Akio Isono como Yoshio;
- Sumiko Mizukubo como Terugiku;
- Reikichi Kawamura como el padre de Terugiku;
- Tatsuko Fuji como la madre de Terugiku;
- Yoko Fujita como Misako, la hermana de Terugiku;
- Tomio Aoki como el hermano de Terugiku;
- Jun Arai como el patrón de Kikue;
- Chōko Iida como la dueña de la casa de las geishas.

## Recepción
El estudioso del cine Alexander Jacoby describió a Lejos de ti, como sus sucesoras Sueños cotidianos y Callejón sin salida, como un melodrama «de notable intensidad», que demuestra «un considerable virtuosismo estilístico». La biógrafa de Naruse, Catherine Russell, enfatizó la «edición altamente estilizada», la «serie compleja de movimientos de cámara» de ciertas escenas, y la «visión pragmática del mundo de las geishas» de la película. Keith Uhlich de Slant Magazine le dio a la película dos estrellas y media de cuatro, comparando sus «florituras estilísticas superficiales» con la película anterior de Naruse, Sin relación de sangre. Ulrich agrega: «Sin embargo, es un trabajo mucho más enfocado y sostenido, que presenta cierta evidencia, a través de varias superposiciones bellamente visualizadas, del creciente interés del director en la psicología del personaje.»